# 王美華 (香港演員)
王美華（1967年—），香港女演員，前無綫電視藝員，曾參選1985年度香港小姐競選。

## 簡歷
18歲的時候參加無綫電視舉辦的1985年度香港小姐競選，號碼為27號。
後加入無綫電視成為電視藝員，曾參加《歡樂今宵》， < 都市方程式 > 等節目。1989年離開無綫，成為電影演員。
被指外型神似張曼玉。擅長中國舞及健美操。

## 個人生活
曾與藝人張煒拍拖，亦曾與藝人劉錫明傳出緋聞。

## 演出作品

### 電影
| 年度   | 片名       | 角色   |
| ------ | ---------- | ------ |
| 1986年 | 逃出珊瑚海 | bonnie |
| 1990年 | 監獄不設防 | 倩女華 |
| 1990年 | 驅魔警察   | 阿蓮   |
| 1994年 | 鍾馗嫁妹   | 沈若菁 |